# Pont de Tolbiac
De Pont de Tolbiac (Tolbiacbrug) is een brug over de rivier de Seine in de Franse hoofdstad Parijs, gebouwd tussen 1879 en 1882.

## Geschiedenis

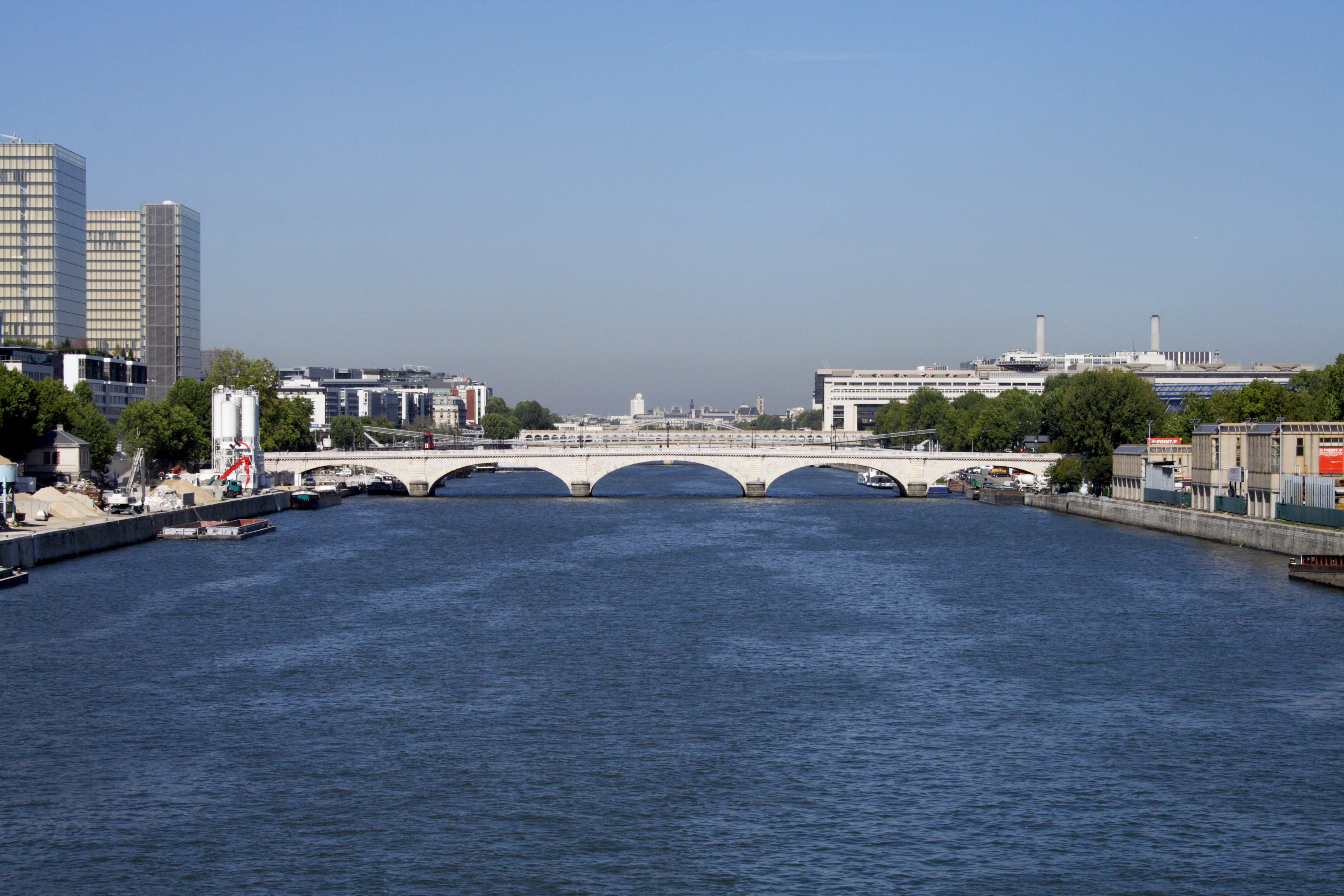
De brug vanaf de Pont National

De Pont de Tolbiac is gebouwd tijdens de urbanisatiegolf van de oostelijk gelegen wijken van de binnenstad, in de tweede helft van de 19e eeuw. De gemeenteraad besloot tot de bouw in 1876. Deze begon in 1879 onder leiding van de architecten H.P. Bernard en J.D.A. Pérouse en werd gefinancierd door de stad. In 1943, tijdens de Tweede Wereldoorlog, vloog er een Engels vliegtuig tegenaan.

## Architectuur
De brug is in totaal 168 meter lang en steunt op 5 elliptische bogen van 29, 35 en 32 meter wijd. De Tolbiac werd gebouwd om een doorgang te creëren tussen de reeds bestaande Pont National en de Pont de Bercy, die echter relatief ver van elkaar vandaan lagen. De brug werd in 1882 in gebruik genomen.

## Locatie
De brug verbindt het 12e arrondissement met het 13e arrondissement, ter hoogte van de Quai de Bercy en de Rue Neuve Tolbiac. De brug ligt vlakbij metrostation Cour Saint-Émilion